# Bougainvillia fulva
Bougainvillia fulva is een hydroïdpoliep uit de familie Bougainvilliidae. De poliep komt uit het geslacht Bougainvillia. Bougainvillia fulva werd in 1899 voor het eerst wetenschappelijk beschreven door Agassiz & Mayer. 